# Florian Opitz

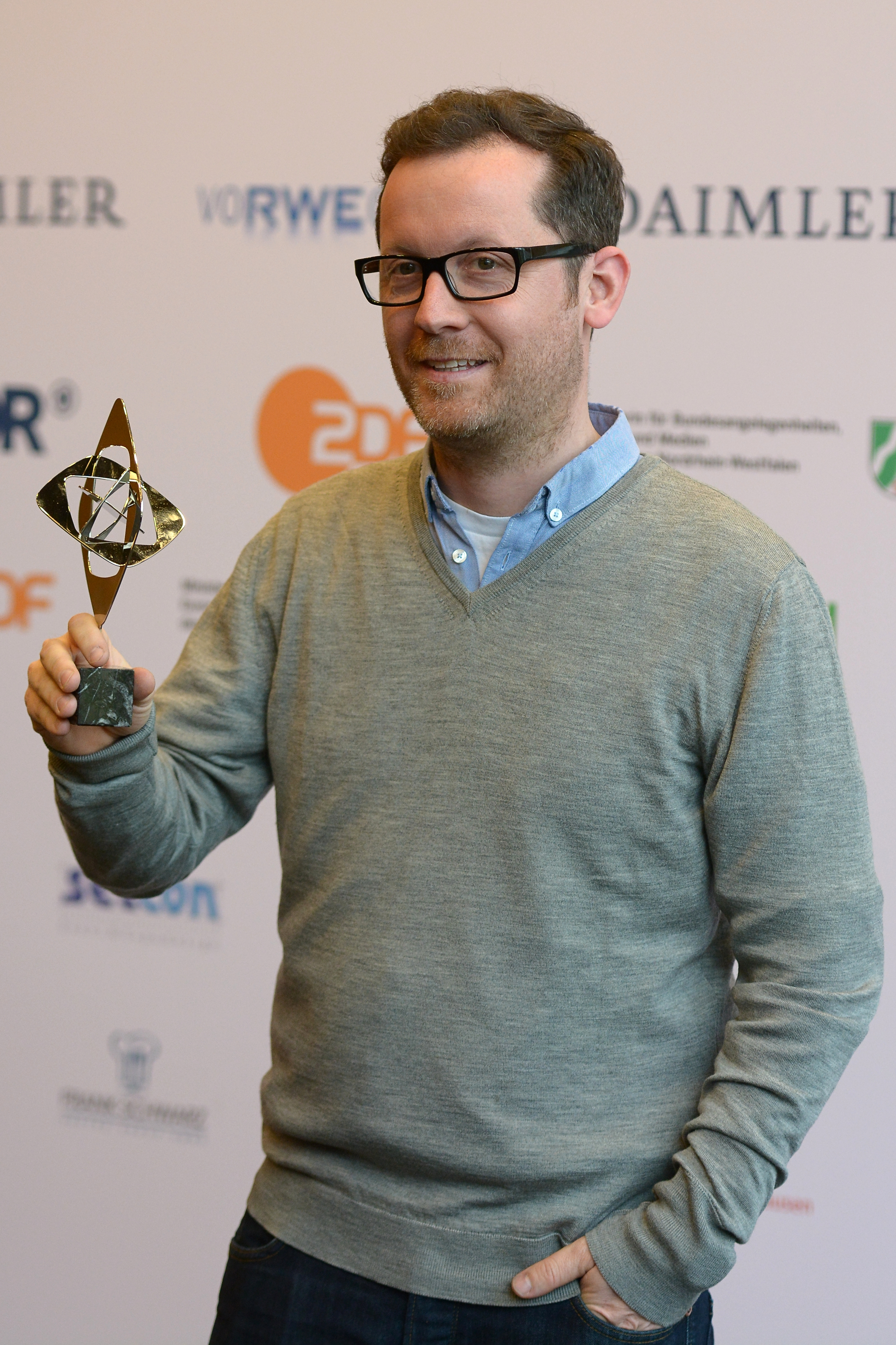
Florian Opitz bei der Verleihung des Grimme-Preises 2015

Florian Opitz (* 1973 in Saarbrücken) ist ein deutscher Dokumentarfilmregisseur, Autor und Journalist.

## Leben
Opitz studierte an den Universitäten Heidelberg und Köln Geschichte, Psychologie sowie Englische und Amerikanische Literaturwissenschaft. 2000 hat er sein Studium mit dem Magister Artium beendet.  Neben dem Studium hat er für verschiedene überregionale Zeitungen und Musikmagazine geschrieben. Seit 1998 macht Opitz Dokumentarfilme. Er entwickelte und realisierte zahlreiche Dokumentationen für verschiedene deutsche und europäische Sender, arbeitete für verschiedene Politmagazine und gab als Gastdozent an verschiedenen Hochschulen Seminare zum Thema Dokumentarfilm. Opitz’ Filme behandelten bisher politische, historische und gesellschaftliche Themen.
Für sein Kinodebüt Der Große Ausverkauf wurde er 2009 mit dem Grimme-Preis ausgezeichnet. Der Film war darüber hinaus vornominiert für den deutschen Filmpreis 2008. Er wurde auf über 40 internationalen Filmfestivals eingeladen, lief in 8 Ländern im Kino und war auch nach Zuschauern einer der erfolgreichsten deutschen Dokumentarfilme im Kinojahr 2007.
2012 lief Opitz zweiter Kinofilm Speed – Auf der Suche nach der verlorenen Zeit bundesweit sehr erfolgreich im Kino. Das gleichnamige Buch ist bereits im Herbst 2011 im Riemann Verlag (Random House) erschienen. 
2015 wurde Opitz zum zweiten Mal für den Film Akte D: Die Macht der Stromkonzerne mit dem Grimme-Preis für Buch und Regie ausgezeichnet. 2023 wurde die von ihm realisierte, fünfteilige Dokumentation Capital B – Wem gehört Berlin? veröffentlicht, in der er die Entwicklung Berlins ab 1989 einer kritischen Aufarbeitung unterzieht. Der Film feierte beim DOK.fest München Premiere.

## Nigeria
Anfang September 2007 wurde Opitz gemeinsam mit Andy Lehmann bei Dreharbeiten in der Ölstadt Warri in Nigeria verhaftet und später wegen Verschwörung und Spionage angeklagt. Die Anklage warf Opitz und Lehmann vor, bei der Einreise falsche Angaben gemacht zu haben, um ein Touristenvisum zu bekommen. Sie hätten sich als Wissenschaftler ausgegeben, obwohl sie als Filmemacher unterwegs waren. Darüber hinaus sollen sie gegen den 1990 erlassenen nigerianischen „Official Secrets Act“ verstoßen haben, nach dem das Anfertigen von Filmen und Fotos von Pipelines, Raffinerien, Erdöl-Installationen, Schiffen und anderen Einrichtungen der nigerianischen Ölindustrie im umkämpften Delta des Flusses Niger verboten sei. Nach Angaben von BBC kann dies mit bis zu 14 Jahren Haft bestraft werden.
Opitz und Lehmann konnten dem Gericht nachweisen, dass sie weder falsche Angaben bei der Einreise gemacht hatten noch mit einem Touristenvisum eingereist waren. Hintergrund ihrer Verhaftung war vielmehr ein innenpolitisches Machtspiel, in dem es um die Ruhigstellung einer im Nigerdelta aktiven Nichtregierungsorganisation (NGO) ging, mit der Opitz und Lehmann in Nigeria zusammengearbeitet hatten und deren Leiterin und Stellvertreter ebenfalls angeklagt waren.
Mit einer Verbalnote verbürgte sich die Botschaft für die beiden Deutschen, die dann die Haft beim Geheimdienst verlassen und im Botschaftsgebäude Quartier nehmen, das Land aber vorerst nicht verlassen durften und zu weiteren Gerichtsterminen erscheinen mussten. Eine hochrangige deutsche Wirtschaftsdelegation in Begleitung des Staatsministers im Auswärtigen Amt, die im Oktober 2007 nach Nigeria reiste, wurde bis zum Präsidenten vorstellig. Das Zusammenspiel aller diplomatischen, juristischen und politischen Mittel erreichte schließlich, dass Opitz und Lehmann am 30. Oktober 2007 ausreisen konnten. Bis dahin waren weder das Gerichtsverfahren niedergelegt noch das behauptete sensible Beweismaterial gegen die beiden Filmemacher und die NGO zur Einsicht freigegeben.
Anfang November 2011 hat der nigerianische Oberstaatsanwalt das Verfahren gegen Opitz, Lehmann und die beiden mitangeklagten NGO-Mitarbeiter schließlich eingestellt.

## Filmografie
- 1998: Jack Kerouac – On the Road, Arte
- 2000: Blitzmädchen im Einsatz. Frauen in der Wehrmacht, WDR
- 2001: Tibet – Mythos und Wirklichkeit, Arte
- 2002: Das Ende der Ratlosigkeit – Die Entstehung einer neuen Protestkultur, WDR/Arte
- 2002: Goliaths Albtraum. Globalisierungskritiker seit Genua, WDR
- 2003: Blut für Öl. Kriege um das schwarze Gold, WDR/ARD
- 2003: Die Araber – Geschichte eines Feindbildes, WDR/ARD
- 2004: Die Jagd nach dem Killervirus, WDR/ARD
- 2005: Kriegsende an Rhein, Ruhr und Weser, WDR
- 2007: Der große Ausverkauf (Opitz’ 1. Kinofilm)
- 2009: 24h Berlin – Ein Tag im Leben (Regie einer Episode)
- 2012: Speed – Auf der Suche nach der verlorenen Zeit (2. Kinofilm)
- 2013: Geheimnis Villa Hügel
- 2014: Akte D: Die Macht der Stromkonzerne
- 2018: System Error (3. Kinofilm)[6]
- 2019: Ganz oben – Die diskrete Welt der Superreichen[7]
- 2023: Capital B – Wem gehört Berlin? (5 Teile à etwa 53 Minuten)[8]